# Presa romana de Muel
La presa de Muel fue una presa romana en el municipio de Muel (provincia de Zaragoza, Aragón, España). Es considerado uno de los ejemplos mejor preservados en España de la ingeniería hidráulica romana.
El embalse resultante en Muel, alimentado por el río Huerva, fue creado en época de Augusto a principios del siglo I y servía para abastecer de agua a la Colonia Caesaraugusta, la actual Zaragoza, que había sido fundada poco antes.

## Descripción
La estructura data del siglo I y fue diseñada como una presa de gravedad. Para su fabricación se empleó material de una cantera en las cercanías. Las marcas de cantería en el material muestran que se organizó la actividad extractiva al estilo romano, probablemente siendo la cantera propiedad de la colonia romana. Las marcas podrían igualmente apuntar a su construcción por legionarios de la Legio IV Macedonica, empleada en otras obras públicas de la zona en el periodo y cuyos veteranos luego se asentaron en la colonia que abastecía la infraestructura. Algunos autores proponen como alternativa que las inscripciones indican el trabajo de diferentes equipos sin sustentar autoría por parte de dicha legión. Dada la escasez y ambigüedad de las inscripciones, el tema es fuente de debate académico.
El muro, de unos 10,35 metros de altura y al menos 60 metros de largo, se construyó a partir de un núcleo de hormigón con capas de bloques de piedra caliza cuidadosamente colocadas, a soga y tizón con piezas de forma irregular. Las capas tenían unos 50 centímetros de altura en promedio. El espesor de la pared en la base se estima en 11,5 metros, reduciéndose hacia su coronación. La parte inferior recibió además aporte en forma de escollera para impermeabilizar y proteger el apoyo de la estructura y prevenir su socavación.
La presa embalsaba agua en una superficie de aproximadamente 80 ha (2000x400 m).
Desde la presa el agua se desviaba a Caesaraugusta, conservándose los restos de un canal en la margen derecha del Huerva. La ciudad contaba con una red de conducciones de las que el abastecimiento desde Muel podría ser una de las entradas según algunos autores si bien los detalles son fuente de debate. Otros autores en cambio proponen el uso de dicho canal para riego, con el agua de boca proviniendo de fuentes diferentes.

## Historia posterior
La presa fue abandonada hacia el siglo III por colmatación natural, en medio de una época de declive urbano en el valle medio del Ebro. No se volvió a intentar represar el río Huerva hasta 1731, cuando se empezó el proyecto de la presa de Mezalocha.
El lago represado por el muro se ha enlodado completamente hasta la parte superior del muro a lo largo de los siglos, lo que garantizó la conservación de la parte inferior de la obra. La zona colmatada se convirtió en la fértil vega del Huerva, una de las zonas de huerta junto a Zaragoza, mientras que el Huerva capturó el vecino barranco de Torrubia, que conforma su trazado moderno.  Las excavaciones en esta área han revelado entierros de los siglos XIV al XVII. 
En 1770 se construyó sobre el embalse la iglesia de la Virgen de la Fuente, cuyos frescos fueron pintados por Francisco de Goya. En la construcción de la iglesia se reutilizaron los sillares superiores de la presa, que fue usada como fuente de material.
En la actualidad el ayuntamiento de Muel ha construido un parque en la zona con la antigua presa remansando un pequeño estanque.

## Estudio arqueológico
La presa fue descrita académicamente por primera vez en 1957 por Manuel Pellicer. En 1964 Guillermo Fatás publicó el primer trabajo arqueológico sobre la misma, si bien no hubo más trabajos sobre la presa en las décadas siguientes.
A principios del siglo XXI fue objeto de un proyecto de investigación arqueológico de 2009 a 2012, en paralelo al descubrimiento y análisis de la cantera romana aledaña durante la elaboración del Plan General de Ordenación Urbana de Muel. En 2012 fue designado Bien de Interés Cultural.